# 小球螺属
小球螺属（學名：Conotalopia）是一個海螺的属，屬於钟螺科的一種海洋腹足纲软体动物的成員。

## 分佈
本屬物種廣泛分佈於西太平洋海域，並主要集中於下列三個區點：
- 澳大利亞昆士蘭州的沙灘及大陸棚；
- 菲律賓對出海域，有部分物種亦見於鄰近香港海域；
- 日本及其周邊的海域，包括日本海及鄂霍次克海。

此外，有部分物種亦有見於紅海，原因不明。

## 物種
本屬包括下列八個物種：
- Conotalopia henniana（英语：Conotalopia henniana） (Melvill, 1891)
- Conotalopia hilarula（英语：Conotalopia hilarula） (Yokoyama, 1926)
- Conotalopia minima（英语：Conotalopia minima） (Golikov, 1967)
- Conotalopia musiva（英语：Conotalopia musiva） (Gould, 1861)
- Conotalopia mustelina（英语：Conotalopia mustelina） (Gould, 1861)
- Conotalopia ornata（英语：Conotalopia ornata） (G. B. Sowerby III, 1903)
- Conotalopia sematensis（英语：Conotalopia sematensis） (Oyama, 1942)
- Conotalopia tropicalis（英语：Conotalopia tropicalis） (Hedley, 1907)

異名：
- Conotalopia glaphyrella (Melvill, J.C. & R. Standen, 1895): synonym of Ethminolia glaphyrella（英语：Ethminolia glaphyrella） (Melvill & Standen, 1895)
- Conotalopia marmorata (Pease, 1861): synonym of Calliotrochus marmoreus（英语：Calliotrochus marmoreus） (Pease, 1861)

## 外部連結
- 維基物種上的相關：小球螺属